# Karate Kiba
Karate Kiba é um filme japonês de artes marciais de 1973. Estrelado por Sonny Chiba, é baseado em um mangá de Ikki Kajiwara.
Uma outra versão foi lançada nos Estados Unidos em 1976, intitulado Chiba, o Guarda-Costas, com sequências adicionadas nos primeiros dez minutos do filme.